# Passagem de ferro nos seios
Passagem de ferro nos seios, também conhecida como achatamento de seios, é o golpeamento e a massagem das mamas de uma menina pubescente, usando objetos duros ou aquecidos, para tentar fazer com que elas deixem de se desenvolver ou desapareçam. A prática é tipicamente realizada por uma figura feminina próxima à vítima — mãe, avó, tia ou guardiã — que afirma estar tentando proteger a menina do assédio sexual e do estupro, evitar gravidez precoce que mancharia o nome da família, prevenir a disseminação de infecções sexualmente transmissíveis como HIV/AIDS, ou permitir que a menina prossiga os estudos em vez de ser forçada a um casamento precoce.
É praticada principalmente em partes dos Camarões, onde meninos e homens podem achar que meninas cujas mamas começaram a crescer estão prontas para ter relações sexuais. Evidências sugerem que ela se espalhou para a diáspora camaronesa, por exemplo para a Grã-Bretanha, onde a lei define-a como Abuso infantil.
O implemento mais usado para a passagem de ferro nos seios é um pilão de madeira normalmente utilizado para pilhar tubérculos. Outros instrumentos incluem folhas, bananas, cascas de coco, pedras de moer, conchas, espátulas, e martelos aquecidos em brasas. A prática ocorre geralmente ao anoitecer ou ao amanhecer em local privado, como a cozinha da casa, para evitar que outros vejam a vítima ou tomem conhecimento do processo, especialmente pais ou outras figuras masculinas. O processo de massagem pode durar de uma semana a vários meses, dependendo da resistência da vítima e da firmeza das mamas; em casos de protuberância persistente, a passagem de ferro pode ocorrer mais de uma vez ao dia, por semanas ou meses consecutivos.

## História
A passagem de ferro nos seios pode derivar da antiga prática de massagem mamária. A massagem mamária visa uniformizar diferentes tamanhos de mamas e reduzir a dor de lactantes ao massagear a mama com objetos aquecidos; ver tratamento para mastite.

## Incidência
A prática foi documentada na Nigéria, Togo, República da Guiné, Costa do Marfim, Quênia e Zimbábue. Além disso, foi observada em outros países africanos, como Burquina Faso, República Centro-Africana (RCA), Benim e Guiné-Conacri. O chamado “varrimento” de mamas foi relatado na África do Sul. A mídia e o ativismo local associaram fortemente a prática aos Camarões. Todos os 200 grupos étnicos dos Camarões praticam a passagem de ferro nos seios, sem relação aparente com religião, nível socioeconômico ou outro identificador. Em 2006, uma pesquisa da agência alemã de desenvolvimento GIZ com mais de 5 000 meninas e mulheres camaronesas entre 10 e 82 anos estimou que quase uma em cada quatro havia sido submetida à passagem de ferro nos seios, correspondendo a quatro milhões de garotas; o estudo também indicou maior ocorrência em áreas urbanas, onde mães receiam abusos sexuais. A incidência chega a 53% na região do Litoral dos Camarões. Comparado ao sul cristão e animista dos Camarões (sul cristão e animista), o norte muçulmano apresenta menor prevalência (10%). Supõe-se que isso se relacione ao casamento precoce, mais comum no norte, tornando o desenvolvimento sexual precoce irrelevante ou desejável. Cerca de 16% das meninas, especialmente no Extremo Norte, tentam achatar suas próprias mamas para atrasar a puberdade e o casamento precoce.
Um estudo de 2007 sugeriu que normas sociais nos Camarões negam autonomia corporal às mulheres, impedindo-as de negociar sexo seguro, enquanto homens são incentivados à poliginia e concubinato, aumentando a coerção sexual e a normalização de uniões precoces. Segundo ativista, pais que resistem a casamentos de menores “geralmente argumentam que, como as mamas não cresceram, a menina não está pronta para sexo. Com o achatamento das mamas da noiva, podem continuar a receber bens dos sogros”.
Em 2008, relatório atribuiu o aumento da prática ao início mais precoce da puberdade (início mais precoce da puberdade), decorrente de melhorias na alimentação nas últimas cinco décadas. Metade das meninas que desenvolvem mamas antes dos nove anos são submetidas à passagem de ferro, e 38% das que desenvolvem antes dos onze. Desde 1976, a proporção de mulheres casadas até os 19 anos caiu de quase 50% para 20%, estendendo o intervalo entre infância e casamento; fatores como maior acesso à educação e emprego formal explicam essa mudança.
Em 2011, ONG camaronesa patrocinada pela GIZ qualificou a passagem de ferro nos seios como “uma prática tradicional prejudicial que ficou silenciada por tempo demais”. Há receios de que a prática tenha chegado à diáspora, notadamente à Grã-Bretanha. A instituição de caridade CAME Women and Girls Development Organisation atua com a Polícia Metropolitana de Londres e serviços sociais para conscientizar sobre a prática.

## Consequências para a saúde
A passagem de ferro nos seios é extremamente dolorosa e pode causar danos ao tecido. Desde 2006, não houve estudos médicos formais sobre seus efeitos. Especialistas alertam para possíveis contribuições ao câncer de mama, cistos e depressão, além de possível interferência na amamentação. A prática expõe meninas a abscessos, infecções e cicatrizes permanentes, resultando em espinhas nos seios, desequilíbrio no tamanho das mamas e lactação comprometida; em casos extremos, já foram relatados dez diagnósticos de câncer de mama em vítimas da passagem de ferro. Outros efeitos incluem mamas malformadas e até remoção de parte do tecido mamário. A Rede de Informação sobre Direitos da Criança (CRIN) aponta atraso no desenvolvimento do leite materno após o parto, colocando recém-nascidos em risco.
A passagem de ferro nos seios pode causar medo de atividade sexual em mulheres. Homens relatam que a perda de sensibilidade prejudica a experiência sexual feminina, embora isso não tenha sido confirmado pelas próprias vítimas.
Muitas mulheres sofrem trauma psicológico após a prática, sentindo-se punidas, culpando-se e temendo amamentar no futuro.

## Oposição
Além de perigosa, a passagem de ferro nos seios é considerada ineficaz para impedir sexo e gravidez precoces. A GIZ (antiga GTZ) e a Rede de Tias (RENATA), uma organização não governamental camaronesa de apoio a jovens mães, fazem campanha contra a prática, com respaldo do Ministério da Promoção da Mulher e da Família. Apesar de propostas legislativas, nenhuma lei foi aprovada. A prática é reconhecida como ato de violência de gênero, afetando mulheres e meninas independentemente de raça, classe, religião ou status socioeconômico. Em 2000, as ONU incluíram a passagem de ferro nos seios entre cinco formas interseccionais de discriminação contra mulheres.
Segundo advogado camaroneses, a condenação pode chegar a três anos de prisão se médico comprovar dano às mamas, desde que seja feita denúncia em prazo adequado. Não há registros de aplicação dessa pena na prática.
Pesquisa da GIZ de 2006 mostrou 39% de oposição, 41% de apoio e 26% de indiferença. Em 2014, a Reuters informou que campanhas nacionais reduziram a taxa da prática em 50%.